# Âme
Âme is een Duits danceduo dat bestaat uit Kristian Beyer en Frank Wiedemann dat deephouse en techno maakt. Het duo is samen met Dixon eigenaars van het Innervisions-label. het duo gebruikt de naam samen, maar beide treden meestal los van elkaar op als Âme.

## Geschiedenis
Beyer en Wiedemann ontmoeten elkaar in 2000 in de platenzaak van Beyer in Karlsruhe. Ze blijken een gezamenlijke interesse te delen voor Japanse films, krautrock en housemuziek. Een samenwerking ontstaat en met hun producties trekken ze de aandacht van Jazzanova, die hen welkom heten bij hun label Sonar Kollektiv. Daar verschijnt in 2003 de debuutsingle Sarari/Hydrolic Dog. Een jaar later brengen ze een verzameling van bestaande producties uit op een titelloos debuutalbum. In 2005 breekt Âme door met de single Rej. Niet lang daarna doet ook hun remix van Phuture Bound van Akabu het goed. Er volgen ook remixes voor Underworld, UNKLE en Gui Boratto. Ook vormen ze met Dixon en Henrik Schwarz het remixteam Innervisions orchesta. Mixmag roept ze uit tot duo van het jaar 2006, waarmee de populariteit van het duo sterk groeit. In 2008 mixen ze ook de 42e aflevering van de compilatiereeks van de club Fabric. In 2005 hebben ze ook het eigen label Innervisions opgericht als sublabel van Sonar Kollektiv. Dit label wordt in 2011 zelfstandig. Âme blijft daarna singles uitbrengen waarin ze hun sound geregeld aanpassen. Dat is ook het geval voor de dj-sets. Als AXS maken ze in 2010 met Henrik Schwarz de gimmick Cheri Cheri Lady, een cover van Modern Talking. Deze maken ze voor de bruiloft van hun labelgenoot Dixon.
Een echt debuutalbum laat, mede door soloprojecten, lang op zich wachten. In 2018 is er dan eindelijk Dream House, waarop een meer experimenteel geluid wordt gebracht dat teruggrijpt naar progressieve rock en krautrock uit de jaren zeventig. Op het album samenwerkingen staan met Planningtorock, Jens Kuross, Gudrun Gut, Matthew Herbert en Hans-Joachim Roedelius.
In 2011 maken ze een succesvolle remix van de track Envision van Osunlade.

## Soloprojecten
Wiedemann werkt in 2010 solo samen met de Franse producer I:Cube. Als Tête maken ze de Rotor EP. In 2012 start hij een samenwerking met de Australische singer-songwriter Ry Cuming. Samen maken ze in 2012 de Howling EP . Vervolgens richten ze de act The Howling op. Er verschijnen diverse singles waaronder een cover van Smells Like Teen Spirit van Nirvana. In 2015 verschijnt het album Sacred Ground, waarop ook een gastbijdrage van Adam Freeland staat. In 2018 maakt hij onder zijn eigen naam het experimentele album  Symphony Of Now. Hierop werkt hij samen met Gudrun Gut, Thomas Fehlmann, Modeselektor, Samon Kawamura, Alex.Do en Hans-Joachim Roedelius.

## Discografie

### Albums
- Âme (2004)
- Live (2012)
- Dream House (2018)

### Compilaties
- RA.042 (2007)
- Fabric (2008)
- 65 Min Boiler Room Berlin DJ Set (2012)